# Gantonnet d’Abzac

Wappen von Gantonnet d'Abzac

Gantonnet d’Abzac († 1401) war ein Adliger und Militär aus dem Périgord, Angehöriger der Familie d‘Abzac, der als Connetable in Zypern, in Italien und schließlich in der Provence diente.

## Leben
Hélias d’Abzac, genannt Gantonnet, ist der jüngste Sohn von Guy d’Abzac, Ritter, Seigneur de La Douze, Konsul von Périgueux, Seneschall des Périgord, und Jeanne de La Pradelle, genannt Bertrande, Dame de Beauregard, Schwester von Raymond de La Pradelle, Lateinischer Erzbischof von Nikosia. Er war Seigneur de Montastruc im Périgord. Er ist auch unter den Namen d’Autissac und d'Auchizac bekannt.

### Seine Feldzüge
Seine ersten Taten datieren aus dem Jahr 1365. Ende Juni nahm er an der sainct voyage d’oultre mer teil, dem Kreuzzug gegen Alexandria. Er ging in Venedig mit den Kreuzrittern von Pierre I. de Lusignan, dem König von Zypern, an Bord. Unter ihnen befanden sich der Päpstliche Legat, Peter Thomas, Lateinischer Patriarch von Konstantinopel, Guillaume III. Roger de Beaufort, Vicomte de Turenne, Philippe de Mézières, Kanzler des Königs von Zypern, und Bureau de la Rivière, Erster Kammerherr des Königs von Frankreich. Nach der Eroberung des ägyptischen Hafens, dessen Plünderung vom 10. bis zum 13. Oktober dauerte, reiste er nach Zypern, wo sein Onkel Raymond de La Pradelle Erzbischof war, und wo er bis 1372 blieb: nach seinen Angaben war er bei einem Gefecht vor Famagusta so schwer verletzt worden, dass er mehr als vier Jahre „untauglich“ war (siehe den Abschnitt zum Testament).
Im Juni 1372 kam Otto von Braunschweig-Grubenhagen, der Asti, die Hauptstadt der Markgrafschaft Montferrat, die von Galeazzo II. Visconti belagert wurde, verlassen hatte, nach Avignon, um Verbündete zu gewinnen. Papst Gregor XII. predigte einen Kreuzzug gegen die Familie Visconti und bildete eine Liga, die er dem Kommando von Amadeus VI. von Savoyen unterstellte. Im Laufe des darauffolgenden Monats ernannte der Papst Gantonnet d‘Abzac zum Generalkapitän von Vercelli in der Lombardei et in tota marchia ipsus patriae usque ad fluvium vacatum lo Po. Ein Jahr später, während einer allgemeinen Offensive gegen die Visconti, bemächtigte sich Gantonnet der Stadt Arona am Lago Maggiore und verkaufte sie dem Heiligen Stuhl für 2000 Florin.

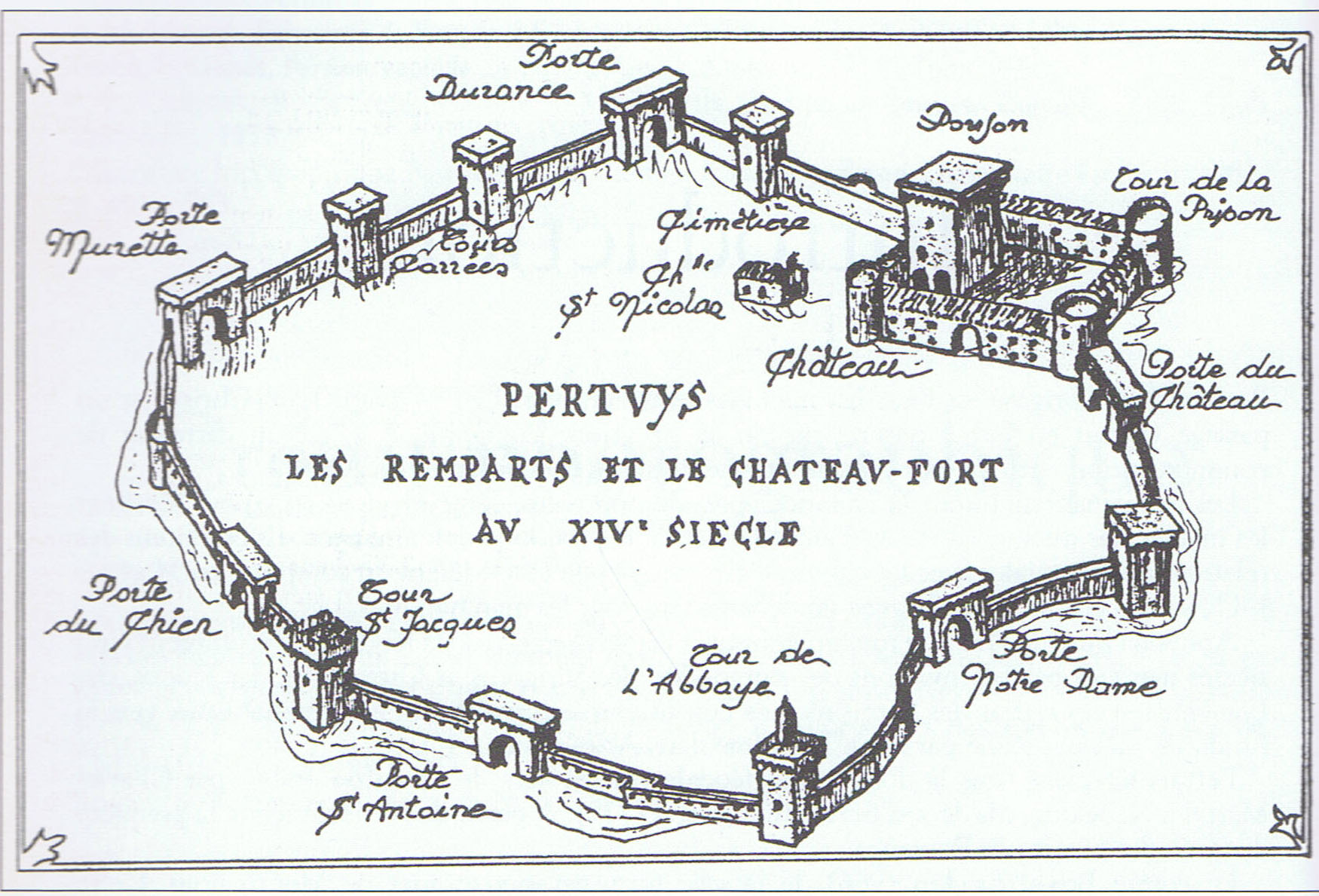
Remparts von Pertuis, Hauptquartier Gantonnet d'Abzacs, Zeichnung von Métois

### Päpstlicher Kapitän und Generalvikar Raimond de Turennes
In den frühen 1380er Jahren trat er in Avignon in den Dienst von Clemens VII. Während des Tuchineraufstands im Languedoc rhodanien ließ er sich 1382 – ausgestattet mit dem Titel Commandant du Saint-Père pour le Païs de Saint-Esprit –in Pont-Saint-Esprit mit einer Kompanie von etwa 40 „Lanzen“ (d. h. Lanzenreiter) nieder. Die Grausamkeit seiner Kriegsführung, vor allem im Cèze-Tal, schockierte allgemein, so dass Guillaume III. Roger de Beaufort, königlicher Kapitän der Sénéchaussée de Beaucaire, ihm sein Kommando entzog.
Im März 1383, nach der Vertragsunterzeichnung in Alès, führte Gantonnet d’Abzac den Krieg gegen die Tuchiner in Eigenregie weiter. Er plünderte Masmolène und Tresques und machte Gefangene an den Toren von Bagnols-sur-Cèze. Die Orte Saint-Laurent-des-Arbres und Laudun unterstellten sich dem Schutz der Tuniques Blanches und griffen sogar Saint-Geniès-de-Comolas an, wo der päpstliche Kapitän seine Truppen versammelt hatte.
Während des Erbfolgekriegs, der auf den Tod von Königin Johanna von Neapel († 1382), der Gräfin von Provence folgte, kämpfte Gantonnet gegen die Union von Aix (1382–1387), in der sich die Anhänger ihres Neffen und Mörders Karl von Durazzo gesammelt hatten. Clemens VII. übertrug ihm den militärischen Schutz von Jean d’Agoult, Erzbischof von Aix, bis zur Unterwerfung der Stadt 1387.
1395 wurde Gantonnet d’Abzac Vicaire et Capitaine général es contés de Prouvence et de Foulcalquier des Raimond de Turenne, der sich in seiner Vizegrafschaft aufhielt. Von seinem Hauptquartier in Pertuis aus hatte er alle Truppen des Vicomte unter seinem Befehl. Dort stand er nach wie vor unter der Aufsicht von Guy de Pesteils, einem Vetter Raimonds, der in Mison in der Nähe von Sisteron, am rechten Ufer der Durance, lebte.
Nach dem Rückzug der letzten Kompanien Raymond de Turennes aus der Provence 1399 kehrte er ins Périgord zurück. 1401 hatte er sich in La Douze, der Burg seines Bruders Adhémar niedergelassen, wo er am 8. Dezember sein Testament machte.

### Das Testament Gantonnets
Dieses Dokument ist außergewöhnlich, da es gleichzeitig die Geschichte des Périgord, der Provence und des Königreichs Zypern unter der Herrschaft des Hauses Lusignan beschreibt. Es soll unter dem Diktat von „Hélie, auch bekannt als Abzac Gantonnet, Ritter, Gemeindemitglied von La Monzie, Diözese Périgueux“, geschrieben worden sein.
Er sagt, dass er körperlich und geistig schwach sei, empfiehlt sich selbst Gott, der Jungfrau Maria und dem ganzen Kollegium [der Heiligen], dass der auf dem Friedhof der Minoriten von Périgueux begraben werden möchte, gibt den Minoriten achtmal 20 Deniers (für) drei Jahre für eine Jubiläumsmesse, will 12 Wachsfackeln von je drei Livre und zu seinem Geburtstag 4 Fackeln von elf Livre haben.

#### Konflikt mit Nicolas Roger de Beaufort
Nicolas Roger de Beaufort, Bruder des Papstes Gregor XI. und von Guillaume III. Roger de Beaufort, scheint für Gantonnet d’Abzac ein „rotes Tuch“ gewesen zu sein. Ihr Konflikt geht auf das Jahr 1376 zurück. In seinem Testament erklärt Gantonnet: „In Avignon, im Hôtel von Raimond de La Pradelle, dem verstorbenen Erzbischof von Nikosia, meinem Onkel, gab es eine gewissen Menge an Gegenständen und Geld, das die Sacquos aus Alexandria mitgebracht hatten, das sie erobert hatten, und das jetzt wieder den Sarazenen gehört, und woher, als es von den Christen genommen war, man eine Menge Gegenstände weggenommen hatte. Die Leute des Papstes Gregor kamen in besagtes Hôtel und nahmen eine Menge an Gegenständen mit, als der besagte Papst Gregor nach Rom ging, Nicolas de Beaufort, Ritter, damals Herr von Limeuil und jetzt von Miramont, brauchte Silber und Gold und der Schatzmeister des Papstes hatte von mir 1000 Florin zur Aufbewahrung, die er mit meinem Einverständnis Herrn Nicolas gab, das besagter Herr Nicolas mir bei der ersten Aufforderung zurückzugeben versprach. Ich erhielt nur 100 Franken, und als die Zeit vergangen war, und ich die besagten 1000 Florin von Nicolas nicht haben konnte, habe ich den Schatzmeister von Papst Clemens in dessen Gegenwart und der von Nicolas danach gefragt, der Schatzmeister sagte, dass er sie an Nicolas gegeben habe, was letzterer bestätigte. Nicolas de Beaufort schickte mich zu einem Ort namens Borrel, Diözese Toulouse, um diesen von seinen Männern besetzten Ort wieder einzunehmen und ihn zu behalten, und er versprach, mich für alles zu entschädigen, was ich dafür ausgeben werde, um diesen Ort zu halten. Dann ging ich nach Borrel und gab für den Ort, für die Instandsetzung der Mauern, für Lebensmittel der Opfer der dort lebenden Soldaten und der Wache, 400 Goldfranken und mehr, von denen ich keine Rückerstattung erhielt. Als ich gehen wollte, gab mir der besagte Nicolas 300 Franken, die ich den Soldaten gegeben habe.“.

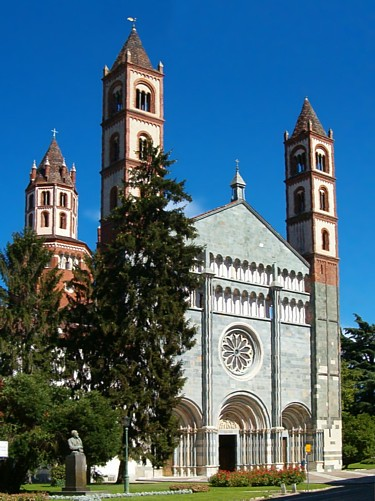
Die Basilica di Sant’Andrea in Vercelli

#### Konflikt mit dem Papsttum
Nachdem er mit „Noble homme, Monseigneur“ Raymond de Turenne, „Chevalier, jetzt Comte de Beaufort und Vicomte de Turenne“ und dessen Vater „Noble homme, Guillaume de Beaufort, Comte“ einige finanzielle Differenzen geschildert hat, greift Gantonnet seinen Konflikt mit dem Papsttum von Avignon unter den Pontifikaten von Gregor XI. und Clemens VII. auf.
„Ich war früher im Dienst unseres Papstes Gregor guten Gedenkens in der Stadt Vercelli in der Lombardei, zu dem der Papst mich mit Zustimmung des Kollegiums zum Generalkapitän der Stadt und des Gebiets bis zum Fluss Po gemacht hat. Und er versprach, mir monatliche Zahlungen für die Wache der Stadt zu machen, die ich lange aufbewahrte und die ich mit dem Kammerherrn des Hauses unseres Heiligen Vaters, des Papstes, abrechnete. Als der Bericht fertig war, wies ich den Kämmerer darauf hin, dass der Papst mir 7000 Goldflorin der Apostolischen Kammer schuldete, wie es sehr deutlich auf einer verplombten Bulle – über 7000 Florin – zu sehen ist, die dem Königreich Zypern über den Kollektor des Papstes bestimmt wurde.
Diese Anweisung brachte ich in Gesellschaft des Königs von Zypern in das Königreich Zypern. Ich war mit mehreren Wunden vor der Stadt Famagusta verwundet worden, und von diesen Wunden blieb ich mehr als vier Jahre im Königreich Zypern untauglich. Danach war ich nicht geheilt oder ging es mir besser, aber ich hatte die ganze Zeit viele Deniers ausgegeben, die mir geblieben waren, und ich habe nicht mehr als 700 Gold- oder Silberflorin erhalten, die mit der Kollektor des Papstes auf Zypern gab mit zwei Schuldverschreibungen, die enthielten, dass die Cornaro, Händler in Venedig, das Geld hielten und von Raymond de La Pradelle, Erzbischof von Ostia und Patriarch von Nikosia, mein Onkel, über 1200 Florins verpflichtet waren.
Als ich nach Avignon zurückgekehrt war, habe ich dies bei Papst Clemens angefordert, er verwies mich wegen der Ausgaben auf den Kämmerer, was ich machte und dass die 700 Florin des Königreichs Zypern bis jetzt nicht berechnet seien. Aber ich hatte nichts von den 7000 Florin aus der verplombten und versiegelten Päpstlichen Bulle. Desgleichen, dass die Summe von 2000 Florin aus dem Verkauf der Villa in Arona an den Papst nicht berechnet worden seien. Insgesamt schuldet mit die Kämmerei 100.000 Florin.“

#### Konflikt mit Jean de Limeuil, Sohn von Nicolas Roger de Beaufort
Gantonnet scheint auch von Jean Roger de Beaufort, Sire de Limeuil und leidenschaftlicher Anhänger der englischen Partei, betrogen worden zu sein. Er schließt sein Testament mit dem Hinweis:
„Ich weise darauf hin, dass viele Menschen aufgrund meiner Krankheit mein eigenes Siegel benutzt und verwahrt haben, wenn ich es nicht verwenden konnte, manche mit meiner Erlaubnis und andere nicht. Damit konnten sie falsche Urkunden mit Anerkennungen, Spenden, Zusagen oder Verpflichtungen erstellen. Ich lehne das Siegel und die versiegelten Briefe mit Ausnahme derjenigen ab, die von mir selbst oder von zuverlässigen Zeugen geschrieben wurden. Ich habe weder mein Eigentum an Montastruc-Bellegarde gespendet noch verkauft oder abgetreten, noch mein Eigentum an Jean de Beaufort, dem Herrn von Limeuil. Ich schulde ihm nichts und er hat mich um nichts gebeten. Für den Rest meines Eigentums habe ich als universellen Erben meinen geliebten und sehr lieben leiblichen Bruders eingesetzt: Adémar d'Abzac, Demoiseau, der meine Schulden begleichen muss.“